# Luftkissen-Schlitten

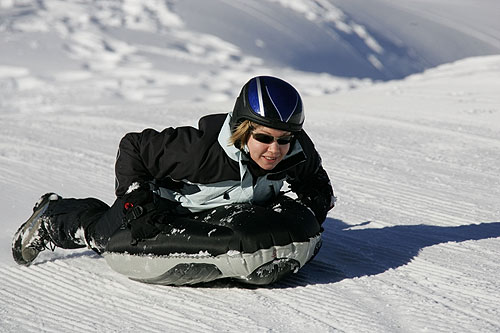
Airboard

Ein Luftkissen-Schlitten ist ein aufblasbarer Schlitten, der auch als Airboard oder Snowbodyboard bezeichnet wird.
An der Oberseite des Bodyboards befinden sich zwei Griffe, an denen sich der Sportler, auf dem Bauch liegend und Kopf voraus, mit den Händen festhält. An der Unterseite befindet sich eine verstärkte Gummischicht mit Längsrillen. Gelenkt wird durch Verlagerung des Körpergewichtes, gebremst durch Querstellen des Boards (90° zur Fahrtrichtung) oder Schleifenlassen der Füße.
Es gibt verschiedene Modelle für Pisten, Touren und Freestyle. Für sportliche Abfahrten sollte aus Sicherheitsgründen stets ein gewebeverstärktes Modell verwendet werden. Bei Rennen werden oft nur TÜV-/GS-geprüfte Geräte zugelassen.
Geübte Sportler können auf präparierten Pisten Geschwindigkeiten bis zu 100 km/h erreichen. Abseits der Pisten hat der Schlitten Vorteile gegenüber anderen Varianten, da er aufgrund seiner großen Gleitoberfläche sowohl im Tiefschnee als auch auf hartem Schnee und sogar Harsch gut läuft. Zusammengefaltet sind die Schlitten leicht transportabel. Sie wiegen etwa drei Kilogramm und können in einem Rucksack verstaut werden.
Den Geschwindigkeitsweltrekord hält zurzeit Laurent Matthey aus Genf: 141,79 km/h war die am Open Gliss 2005 in Les Arcs gemessene Geschwindigkeit.
Die Verbreitung ist bislang gering, wächst jedoch stetig. Einzelne Wintersportorte in der Schweiz, Österreich und in Bayern haben bereits Luftkissen-Schlitten-Pisten ausgewiesen. 2004 fand erstmals ein internationaler Wettbewerb in Belalp/Schweiz statt. Mittlerweile veranstalten verschiedene Wintersportorte eine Serie von Luftkissen-Schlitten-Events mit Disziplinen wie Boardercross, Speedrace, Ratrace, Teamrace und anderen.
Beim Fahren sollte man einen Sporthelm und Protektoren (Knieschützer, Rückenpanzer) tragen.